# Isabelle Donald
Isabelle Donald (* 23. November 1966 in Épi, Vanuatu) ist eine Politikerin aus Vanuatu, der zwischen 2002 und 2008 für die Vanua’aku Pati (VP) Mitglied im Parlament von Vanuatu ist sowie verschiedene Ministerämter bekleidete.

## Leben
Isabelle Donald besuchte zwischen 1980 und 1983 die Onesua High School und 1983 das Malapoa College, die frühere British Secondary School (BSS) in Port Vila, wo sie einen Lehrgang in Schreib-, Management- und Verwaltungstätigkeiten absolvierte. Danach war sie zwischen 1984 und 1992 Mitarbeiterin des Kommunalen Verwaltungsrates von Épi und wurde 1993 Sekretärin im Landwirtschaftsministerium, ehe sie von 1994 bis 2002 Mitarbeiterin im Schulungsprogramm für ländliche Fertigkeiten war.
Bei der Wahl vom 2. Mai 2002 wurde sie für die Vanua’aku Pati (VP) im Wahlkreis Épi erstmals zum Mitglied im Parlament von Vanuatu und gehörte diesem nach ihrer Wiederwahl am 6. Juli 2004 bis zum 2. September 2008 an. Sie war damit nach Maria Crowby und Hilda Lini die dritte Frau, die zur Abgeordneten in das Parlament gewählt wurde. Nach ihrer ersten Wahl wurde sie als Deputy Speaker zunächst stellvertretende Parlamentspräsidentin und bekleidete diese Funktion bis 2004.
Danach übernahm sie im Kabinett von Premierminister Ham Lini (11. Dezember 2004 bis 22. September 2008) zunächst 2005 den Posten als Minister für umfassende Regierungsprogramme CRP (Comprehensive Reform Programme), Frauen und Menschen mit Behinderungen und war daraufhin zwischen 2005 und 2007 Ministerin für Justiz und soziale Wohlfahrt. 2005 verliehen ihr Häuptlinge im östlichen Teil von Épi den hochrangigenTitel „Sikawonuta“ (die größte Frau).